# Токиюки Ходзё
Токиюки Ходзё (яп. 北条 時敬; 1865—1927) — математик, педагог и политик, 2-й президент Университета Тохоку, инициатр скаутского движения в Японии, член Палаты представителей Японии.

## Биография
Второй сын самурая из клана Маэда (род Ходзё). Окончил математический факультет Токийского императорского университета (1885). После окончания университета работал преподавателем в технической школе в префектуре Исикава (в городе Канадзава). Вернулся в Токио (1888), чтобы поступить в аспирантуру Токийского императорского университета. Заместитель директора средней школы в префектуре Ямагути (1894), директор школы Ямагучи (1896). Был переведён (1898) на должность директора технической школы префектуры Исикава, которая к тому времени была переименована в четвёртую среднюю школу. Стал (1902) первым директором нормальной школы Хиросимы (ныне Университет Хиросимы).
Принял участие во Всемирном конгрессе по нравственному воспитанию в Лондоне (1908), по просьбе министра культуры Японии Макино Нобуаки. Одной из причин его поездки было изучение британской скаутской организации и её применимости для продвижения программы правительства Японии по воспитанию нравственного воспитания в школах. Вернувшись в Японию, принял активное участие в организации и продвижении японского скаутского движения в Хиросиме и в других префектурах Японии. 2-й президент Императорского университета Тохоку (1913—1917). Директор школы Гакусюин (1917—1920).
В 1920 году стал советником Императорского дома. Был избран членом Палаты представителей Японии (1920).
Умер от рака печени 27 апреля 1929 года в возрасте 71 года.

### Краткая биография
- 1885 — окончил математический факультет Токийского императорского университета, стал преподавателем в техническую школу в префектуре Исикава
- 1888 — поступил в аспирантуру Токийского императорского университета
- 1891 — первый учитель средней школы
- 1894 — вице-президент средней школы Ямагути
- 1896 — директор школы средней школы Ямагути
- 1898 — директор средней школы Канадзавы
- 1902 — директор средней школы Хиросимы
- 1908 — участвовал во Всемирном конгрессе по нравственному воспитанию в Лондоне, где изучал бойскаутское движение в Великобритании и представил его в Японии
- 1913—1917 — президент Императорского университета Тохоку
- 1917 — директор школы Гакушуин
- 1920 — советник Императорского дома. Избран членом Палаты представителей Японии
- 1929 — умер от рака печени.

### Награды
- 1891 — 7 чин табеля о рангах «Старшая вера»
- 1904 — Орден Священного сокровища 5-й степени
- 1906 — Орден Священного сокровища 4-й степени
- 1909 — 4 чин табеля о рангах «Младшее человеколюбие»
- 1910 — Орден Священного сокровища 3-й степени
- 1915 — Памятная эмблема.